# Espírito Santo, Nossa Senhora da Graça e São Simão
Espírito Santo, Nossa Senhora da Graça e São Simão (oficialmente: União de Freguesias de Espírito Santo, Nossa Senhora da Graça e São Simão)  é uma freguesia portuguesa do município de Nisa, com 153,66 km² de área e 2996 habitantes (censo de 2021). A sua densidade populacional é 19,5 hab./km².

## História
Foi criada aquando da reorganização administrativa de 2012/2013,  resultando da agregação das antigas freguesias de Espírito Santo, Nossa Senhora da Graça e São Simão.

## Demografia
A população registada nos censos foi:
| Distribuição da População por Grupos Etários | Distribuição da População por Grupos Etários | Distribuição da População por Grupos Etários | Distribuição da População por Grupos Etários | Distribuição da População por Grupos Etários | Distribuição da População por Grupos Etários |
| -------------------------------------------- | -------------------------------------------- | -------------------------------------------- | -------------------------------------------- | -------------------------------------------- | -------------------------------------------- |
| Antes da agregação                           |                                              |                                              |                                              |                                              |                                              |
| Ano                                          | 0-14 anos                                    | 15-24 anos                                   | 25-64 anos                                   | >= 65 anos                                   | Total                                        |
| 2001                                         | 440                                          | 427                                          | 1858                                         | 1061                                         | 3786                                         |
| 2011                                         | 393                                          | 290                                          | 1789                                         | 1097                                         | 3569                                         |
| Após a agregação                             |                                              |                                              |                                              |                                              |                                              |
| Ano                                          | 0-14 anos                                    | 15-24 anos                                   | 25-64 anos                                   | >= 65 anos                                   | Total                                        |
| 2021                                         | 282                                          | 261                                          | 1424                                         | 1029                                         | 2996                                         |